# Voo Continental 603
O voo Continental Airlines 603 era um voo de passageiros que ia do Aeroporto Internacional de Los Angeles ao Aeroporto Internacional de Honolulu. No dia 1 de março de 1978 o McDonnell Douglas DC-10 que operava o voo sofreu um acidente durante a decolagem, resultando na morte de 4 pessoas.

## Aeronave
O avião envolvido era um McDonnell Douglas DC-10-10, prefixo N68045 que havia feito seu primeiro voo em 1972.

## Acidente
A aeronave iniciou sua decolagem no aeroporto de Los Angeles aproximadamente às 9h25. Enquanto corria pela pista, um dos pneus estourou, o que fez com que o trem de pouso principal esquerdo se quebrasse. Logo depois um incêndio irrompeu na área da asa, alimentado pelo combustível presente nela. O avião deslizou até parar a cerca de 663 pés (202 metros) além do final da pista. Dos 186 passageiros (incluindo 2 crianças) e 14 tripulantes a bordo, 2 passageiros morreram. Além disso 28 passageiros e 3 tripulantes ficaram gravemente feridos durante a evacuação, onde 2 morreram cerca de 3 meses depois por conta dos ferimentos.

## Investigação
Após a investigação o NTSB encontrou uma falha preexistente em um dos pneus, o que resultou em uma carga excessiva sobre o pneu restante do par de eixos. O pneu não foi capaz de sustentar esse aumento de carga e estourou, causando a quebra do trem de pouso principal esquerdo. O NTSB recomendou modificações na fabricação dos pneus de forma a aumentar sua capacidade e nas escorregadeiras para evacuação. Como resultado a FAA determinou alterações no desenho das escorregadeiras para aumentar sua capacidade e inflar mais rapidamente.